# The Red Chord
I Red Chord sono un gruppo deathcore/deathgrind statunitense.
Sono considerati tra i pionieri del genere deathcore.

## Storia
I Red Chord si formarono nel 1999 grazie al cantante Guy Kozowyk ed il chitarrista Kevin Rampelberg. L'anno successivo si uniscono il chitarrista Mike "Gunface" McKenzie il bassista Adam Wentworth ed il batterista Mike Justian.
L'album di debutto Fused Together in Revolving Doors è stato pubblicato nel 2002 attraverso l'etichetta Robotic Empire. Questo album ha creato uno zoccolo duro di fan per il gruppo.
Nel 2004 Adam Wentworth e Mike Justian lasciano il gruppo e vengono rimpiazzati dal bassista Gregory Weeks e dal batterista Jon Dow. Il gruppo va in tour con i Six Feet Under e girano il video per la canzone "Dreaming in Dog Years". Il gruppo firma un contratto con la Metal Blade e John Longstreth sostituisce Jon Dow; tuttavia la sua permanenza nel gruppo durerà solo un'estate. Nel novembre di quell'anno il gruppo entra in studio di registrazione con il nuovo batterista Brad Fickeisen e registra Clients, il quale venderà 50 000 copie negli Stati Uniti. Poco dopo l'uscita dell'album Kevin Rampelberg lascia il gruppo e viene sostituito da Jonny Fay.
Nel febbraio 2007 Fay lascia la band e viene sostituito da Mike Keller. A luglio la band pubblica il suo terzo album Prey for Eyes. Lo stesso Keller se ne va a settembre ed il gruppo decide di non sostituilo e proseguire con il solo Gunface alla chitarra.
Nel 2009 esce il quarto album del gruppo intitolato Fed Through the Teeth Machine, registrato nello studio di proprietà dell'ex chitarrista della band Jonny Fay.
Nel 2010 i Red Chord partono in tour per gli Stati Uniti come headliner per promuovere il nuovo album. Il gruppo è poi costretto a rinunciare al "Machines of Grind" tour con Aborted e Rotten Sound a causa dell'eruzione dell'Eyjafjöll. Il gruppo è partito in tour in Giappone con i Between the Buried and Me. Il batterista Brad Fickeisen lascia il gruppo nel febbraio 2010 e dietro le pelli ritorna Mike Justian.
A marzo 2011 Justian lascia nuovamente il gruppo e la band ingaggia come turnista Jon "The Charn" Rice dei Job for a Cowboy.

## Membri

### Attuali
- Guy Kozowyk - voce (1999-)
- Mike "Gunface" McKenzie - chitarra (2000-)
- Gregory Weeks - basso (2004-)

### Turnisti
- Kevin Talley (Dååth, Six Feet Under, ex-Chimaira, ex-Dying Fetus, ex-Misery Index) - batteria (2006)
- Jon "The Charn" Rice (Job for a Cowboy) - batteria (2011-)

### Passati
- Adam Wentworth - basso (2000-2004)
- Mike Justian - batteria (2000-2004; 2010-2011)
- Jon Dow - batteria (2004)
- John Longstreth (Origin, Gorguts) - batteria (2004)
- Kevin Rampleberg - chitarra (1999-2005)
- Jonny Fay - chitarra (2005-2007)
- Mike Keller - chitarra (2007-2008)
- Brad Fickeisen - batteria (2004-2010)

## Discografia
- 2002 - Fused Together in Revolving Doors
- 2005 - Clients
- 2007 - Prey for Eyes
- 2009 - Fed Through the Teeth Machine